# Pooluvapatti
Pooluvapatti là một thị xã panchayat của quận Coimbatore thuộc bang Tamil Nadu, Ấn Độ.

## Nhân khẩu
Theo điều tra dân số năm 2001 của Ấn Độ, Pooluvapatti có dân số 12.403 người. Phái nam chiếm 50% tổng số dân và phái nữ chiếm 50%. Pooluvapatti có tỷ lệ 60% biết đọc biết viết, cao hơn tỷ lệ trung bình toàn quốc là 59,5%: tỷ lệ cho phái nam là 67%, và tỷ lệ cho phái nữ là 53%. Tại Pooluvapatti, 11% dân số nhỏ hơn 6 tuổi.